# Triangles orthologiques

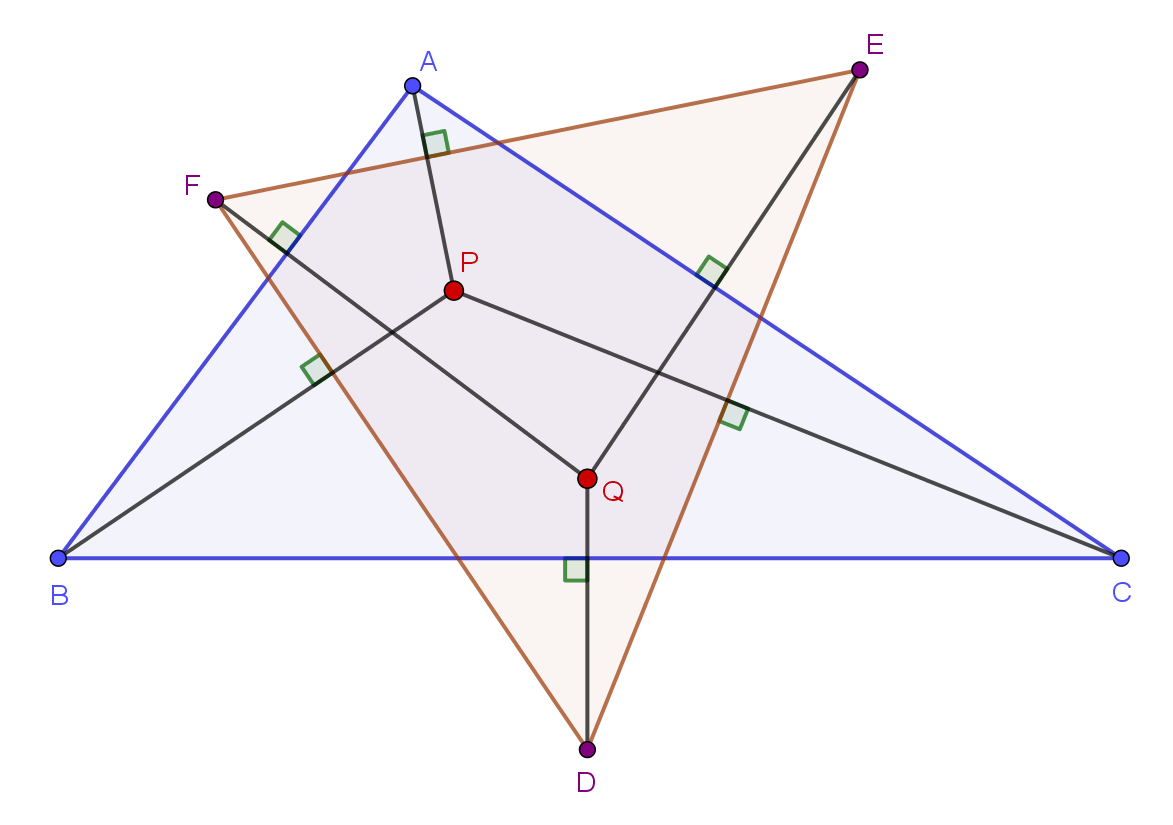
Deux triangles orthologiques

En géométrie, deux triangles sont dits orthologiques si les perpendiculaires issues des sommets de l'un d'eux aux côtés correspondants de l'autre sont concourantes (c'est-à-dire qu'elles se coupent en un seul point ). Il s'agit d'une propriété symétrique ; c'est-à-dire que si les perpendiculaires des sommets A, B, C du triangle △ABC aux côtés EF, FD, DE du triangle △DEF sont concourantes alors les perpendiculaires issues des sommets D, E, F de △DEF aux côtés BC, CA, AB de △ABC sont également concourantes. Les points de concurrence sont appelés centres orthologiques des deux triangles,, et si ces deux points sont différents, la droite passant par ces deux points est appelée axe d'orthologie.

## Quelques paires de triangles orthologiques
Pour un triangle de référence ABC, plusieurs triangles qui lui sont liés sont orthologiques avec celui-ci:
- son triangle médian (centres d'orthologie : orthocentre et centre du cercle circonscrit de ABC ; axe d'orthologie : droite d'Euler de ABC)
- son triangle anticomplémentaire (centres d'orthologie : orthocentre et centre du cercle circonscrit du triangle anti-complémentaire ; axe d'orthologie : droite d'Euler du triangle anti-complémentaire)
- son triangle orthique (centres d'orthologie : orthocentre et centre du cercle circonscrit de ABC ; axe d'orthologie : droite d'Euler de ABC)
- son triangle de contact (le triangle dont les sommets sont les points de contact du cercle inscrit avec les côtés de ABC) (centres d'orthologie : centres des cercles inscrits du triangle ABC et du triangle médian de ABC)
- son triangle tangentiel (centre unique d'orthologie : centre du cercle circonscrit de ABC)
- son triangle de Nagel (le triangle dont les sommets sont les points de contact des cercles exinscrits avec les côtés respectifs du triangle ABC)
- le triangle formé par les bissectrices des angles extérieurs du triangle ABC
- le triangle podaire de tout point P dans le plan du triangle ABC

## Caractérisation
On peut établir que deux triangles sont orthologiques par les résultats suivants :
Théorème — Les triangles △ABC et △DEF sont orthologiques si et seulement si :
{\displaystyle AE^{2}+BF^{2}+CD^{2}=AF^{2}+BD^{2}+CE^{2}.}
Théorème — Les triangles △ABC et △DEF sont orthologiques si et seulement si, pour tout point M du plan :
{\displaystyle {\overrightarrow {MD}}\cdot {\overrightarrow {BC}}+{\overrightarrow {ME}}\cdot {\overrightarrow {CA}}+{\overrightarrow {MF}}\cdot {\overrightarrow {AB}}=0.}

## Propriétés
La relation d'orthologie est symétrique, mais pas transitive.
Les centres d'orthologie sont confondus si et seulement si les deux triangles sont en homologie.